# Radostowitz
Radostowitz – niemiecki nazistowski podobóz Auschwitz-Birkenau, zlokalizowany w Radostowicach niedaleko Pszczyny.
Podobóz powstał we wrześniu 1942, pierwszy raz jego nazwa pojawia się w dokumentach 7 września 1942. Więźniów w liczbie 20 przywieziono do niego ciężarówkami. Przez cały czas istnienia podobozu ich liczba nie zmieniała się. Na czas zimy (styczeń i luty 1943) przebywali oni w Auschwitz, wiosną przywieziono ich z powrotem, choć nie wiadomo, czy byli to na pewno ci sami więźniowie z 1942. 
Praca więźniów polegała na wyrębie drzew w pobliskim lesie. Pracowali oni w godzinach 7-19. Uzyskanego w ten sposób drewna używano później do zasilania pieców krematoriów w ramach Akcji 1005. Niewiele wiadomo na temat warunków więźniów, leśnicy nie byli do nich dopuszczani. Wiadomo, że więźniowie mieszkali w murowanej stajni, gdzie znajdowały się dwupiętrowe łóżka, wstawiono też mocniejsze drzwi i kraty do okien. Znana jest też tylko jedna sytuacja, kiedy strażnik zabił jednego z więźniów, kiedy ten próbował przekroczyć granicę pracy. 
Obóz zakończył funkcjonowanie jesienią 1943. Wszyscy więźniowie wrócili ciężarówkami do Auschwitz. Po wojnie zabudowania obozu ponownie przejęli leśnicy. Obecnie nie ma żadnej formy upamiętnienia obozu.